# 图尔司法宫
图尔司法宫（Palais de justice de Tours）是法国图尔的法院大楼，新古典主义风格的白色石砌建筑，兴建于1840年到1843年，位于让·饶勒斯广场（place Jean-Jaurès）西北，与国家街（Rue Nationale）对面的图尔市政厅相对称。建筑师为Charles et Jean Jacquemin。